# Mad Max pod Kopułą Gromu
Mad Max pod Kopułą Gromu lub Mad Max 3: Arena śmierci (tytuł oryg. Mad Max Beyond Thunderdome) – film fabularny z roku 1985, sequel Mad Maksa i jego kontynuacji Mad Maksa II. Rolę główną powtórzył Mel Gibson, któremu na ekranie towarzyszyła wokalistka Tina Turner.
Film zdobył nominację do Złotego Globu za najlepszą piosenkę, a także cztery nominacje do Saturn Award. Jego dystrybucją zajęła się wytwórnia Warner Bros.

## Fabuła
„Mad” Max Rockatansky (Mel Gibson) od dwudziestu lat przemierza samotnie ziemię spustoszoną przez wojnę nuklearną. Przybywa wreszcie do Bartertown, gdzie na terenie dawnej kopalni powstało miasto o archaicznej cywilizacji i niewolniczych stosunkach. Rządzi nim jego założycielka Aunty Entity (Tina Turner), która proponuje Maxowi stoczenie pojedynku na śmierć i życie z kierownikiem podziemnej świniarni, Blasterem (Paul Larsson).
Mad Max, mimo że zwycięża, zostaje deportowany na pustynię i uratowany przez grupę dzieci, widzących w nim legendarnego bohatera, który ma je zaprowadzić do ziemi obiecanej.

## Obsada
- Mel Gibson jako „Mad” Max Rockatansky
- Tina Turner jako Aunty Entity
- Bruce Spence jako Jedediah
- Adam Cockburn jako Jedediah Jr.
- Frank Thring jako kolekcjoner
- Angelo Rossitto jako władca
- Paul Larsson jako Blaster
- Angry Anderson jako Ironbar Bassey
- Robert Grubb jako zabójca świń
- Helen Buday jako Savannah Nix
- Tom Jennings jako Slake M'Thirst
- Edwin Hodgeman jako doktor Dealgood